# متلازمة عين القط
متلازمة عين القط (بالإنجليزية Cat eye syndrome). هو اضطراب وراثي نادر ناجم عن عيب خلقي يصيب حدقة العين ويطلق عليه كولوبوما (coloboma), سببه خلل في الصبغي 22 (كرموسوم 22). وتبدو العينين وكانهما عيون قطط

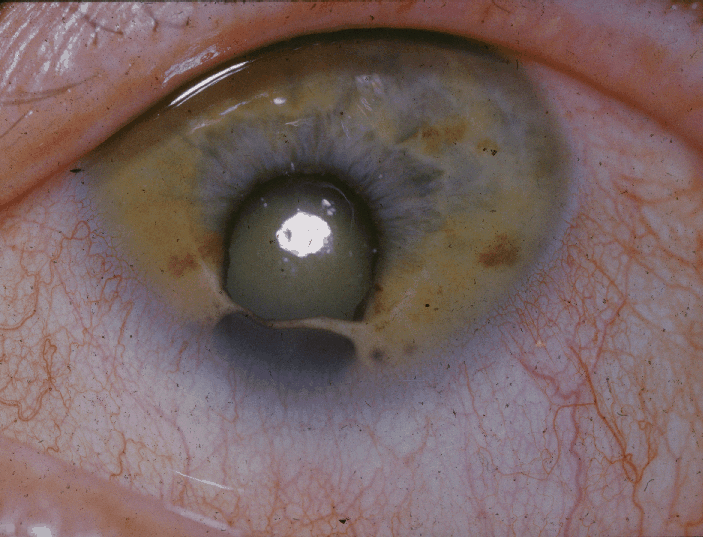
عين مصابة بمتلازمة عين القط.

## الأسباب
اضهرت الإحصاءات الصادرة عن المركز القومي معلومات التكنولوجيا الحيوية أن هذه الحالة تؤثر على واحدة من كل 000 ,50 إلى 000 ,150 من المواليد، وتحدث بسبب اضطراب في الكروموسومات ينتقل من الأم إلى الطفل إذا كانت الأم حاملة لهذا الاضطراب.
ويوضح الباحثون في علم الوراثة أن متلازمة عيون القط تحدث عندما يكون هناك خلل وزيادة إضافية من كروموسوم 22، يحدث عنها إنشاء نسختين إضافيتين من الكروموسوم 22 مما قد يسبب مشاكل صحية خطيرة مع أجهزة الجسم مثل القلب والكليتين، وقد يعطل الرؤية نفسها إذا امتد تأثير coloboma إلى العصب البصري والشبكية.

## الأعراض
- -تغيرات في لون العين ليصبح مثل عيون القطط حادة
- -عيوب خلقية في القلب، الكلى، العظام، العضلات
- -قصر في القامة
- -تخلف عقلي
- -فتق
- -صغر حجم الفك
- -حنك مشقوق
- -انسداد تام أو جزئي في فتحة الشرج

## العلاج
لا يوجد علاج لهذا المرض ولكن يمكن إجراء عمليات جراحة تجميلية لاصلاح العيوب المرافقة للمرض، وكذلك عن طريق تقديم الدعم النفسي والمعنوي للمريض.